# Arelate limbellata
Arelate limbellata är en insektsart som först beskrevs av Stsl 1854.  Arelate limbellata ingår i släktet Arelate och familjen Flatidae. Inga underarter finns listade i Catalogue of Life.